# Harry Crerar
Henry Duncan Graham "Harry" Crerar, född 28 april 1888, död 1 april 1965, var en kanadensisk general och landets första "ledande fältbefälhavare" under andra världskriget.
Vid operation Overlord var Crerar befälhavare över First Canadian Army.
1946 lämnade han kanadensiska armén och kom senare att beträda diplomatiska befattningar i Tjeckoslovakien, Nederländerna och Japan. 